# 그, 그리고 그들의 아이들
《그, 그리고 그들의 아이들》(프랑스어: 
Les Enfants des autres)는 프랑스에서 제작된 레베카 즐로토프스키 감독의 2022년 드라마 영화이다. 비르지니 에피라, 로슈디 젬, 키아라 마스트로이안니 등이 주연으로 출연하였다. 2022년 제79회 베네치아 국제 영화제 황금사자상 후보작 중 하나였다.

## 출연
- 비르지니 에피라
- 로슈디 젬
- 키아라 마스트로이안니